# Gare de Razac
La gare de Razac est une gare ferroviaire française de la ligne de Coutras à Tulle, située sur le territoire de la commune de Razac-sur-l'Isle, près du centre bourg, dans le département de la Dordogne en région Nouvelle-Aquitaine.
C'est une halte ferroviaire de la Société nationale des chemins de fer français (SNCF), desservie par des trains TER Nouvelle-Aquitaine.

## Situation ferroviaire
Établie à 75 m d'altitude, la gare de Razac est située au point kilométrique (PK) 65,266 de la ligne de Coutras à Tulle, entre les gares de Saint-Astier et de La Cave.

## Histoire
La recette annuelle de la gare est de 23 327 francs en 1881 et de 23 618 francs en 1882.
En prévision de la mise en service de la navette ferroviaire Mussidan - Niversac prévue pour juillet 2022, la halte de Razac est rénovée en 2021 : création de parkings paysagers avec bornes électriques de recharge, abris à vélos, quais de bus accessibles et voie cyclo-piétonne à proximité.

## Fréquentation
La fréquentation de la gare est détaillée dans le tableau ci-dessous :
|           | 2015  | 2016  | 2017  | 2018  | 2019  | 2020  | 2021  | 2022  | 2023   |
| --------- | ----- | ----- | ----- | ----- | ----- | ----- | ----- | ----- | ------ |
| Voyageurs | 6 424 | 4 646 | 3 667 | 2 851 | 5 446 | 3 803 | 4 100 | 9 118 | 26 425 |

## Service des voyageurs

### Accueil
Halte ferroviaire SNCF, c'est un point d'arrêt non géré (PANG) à entrée libre.

### Desserte
Razac est desservie par des trains TER Nouvelle-Aquitaine qui effectuent des missions entre les gares de Bordeaux-Saint-Jean et de Périgueux.

### Intermodalité
Le stationnement des véhicules est possible à proximité.

## Galerie

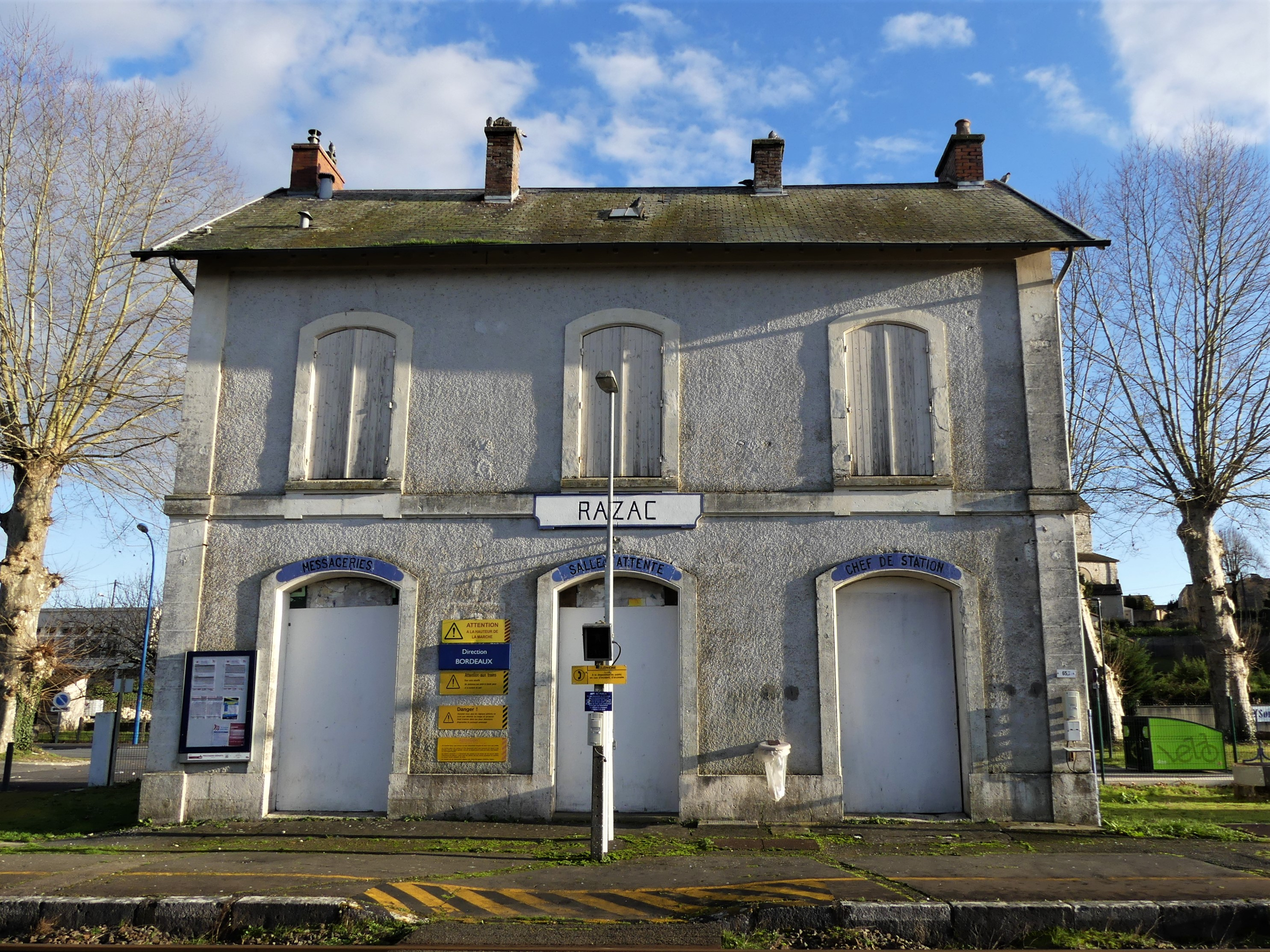
L'ancien bâtiment voyageurs de la gare, côté voies.
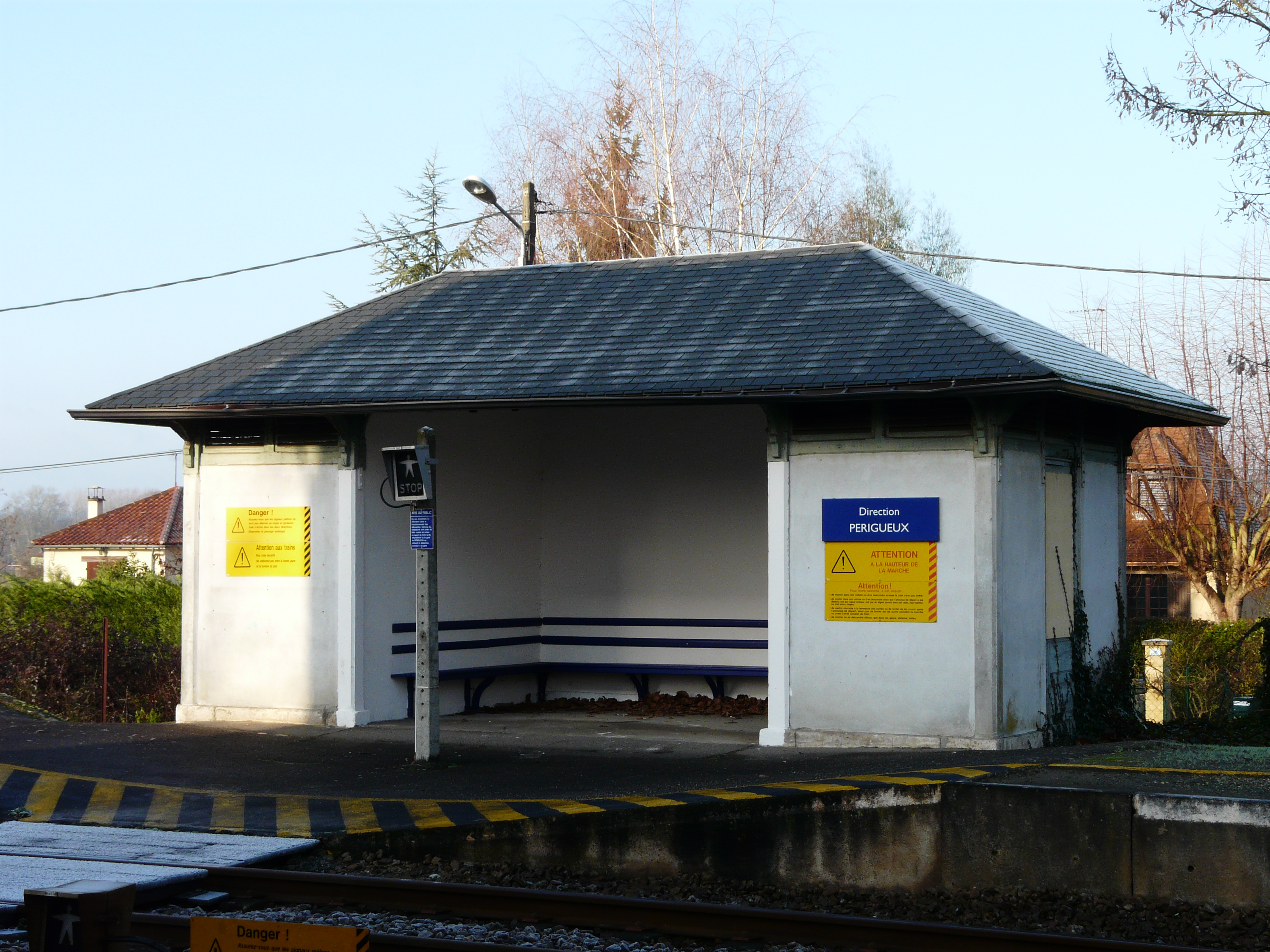
Abri voyageurs.
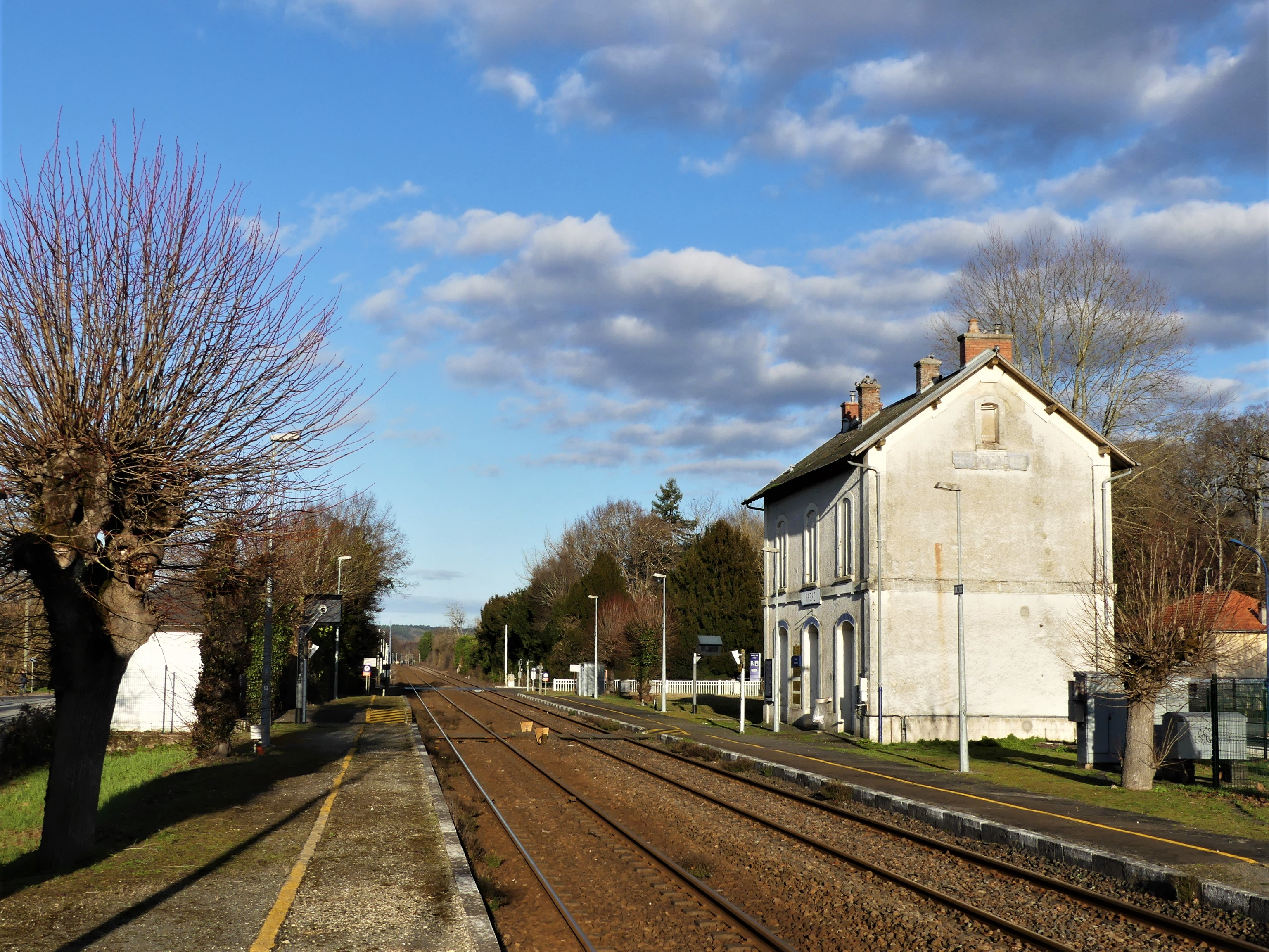
Les voies en direction de Périgueux.
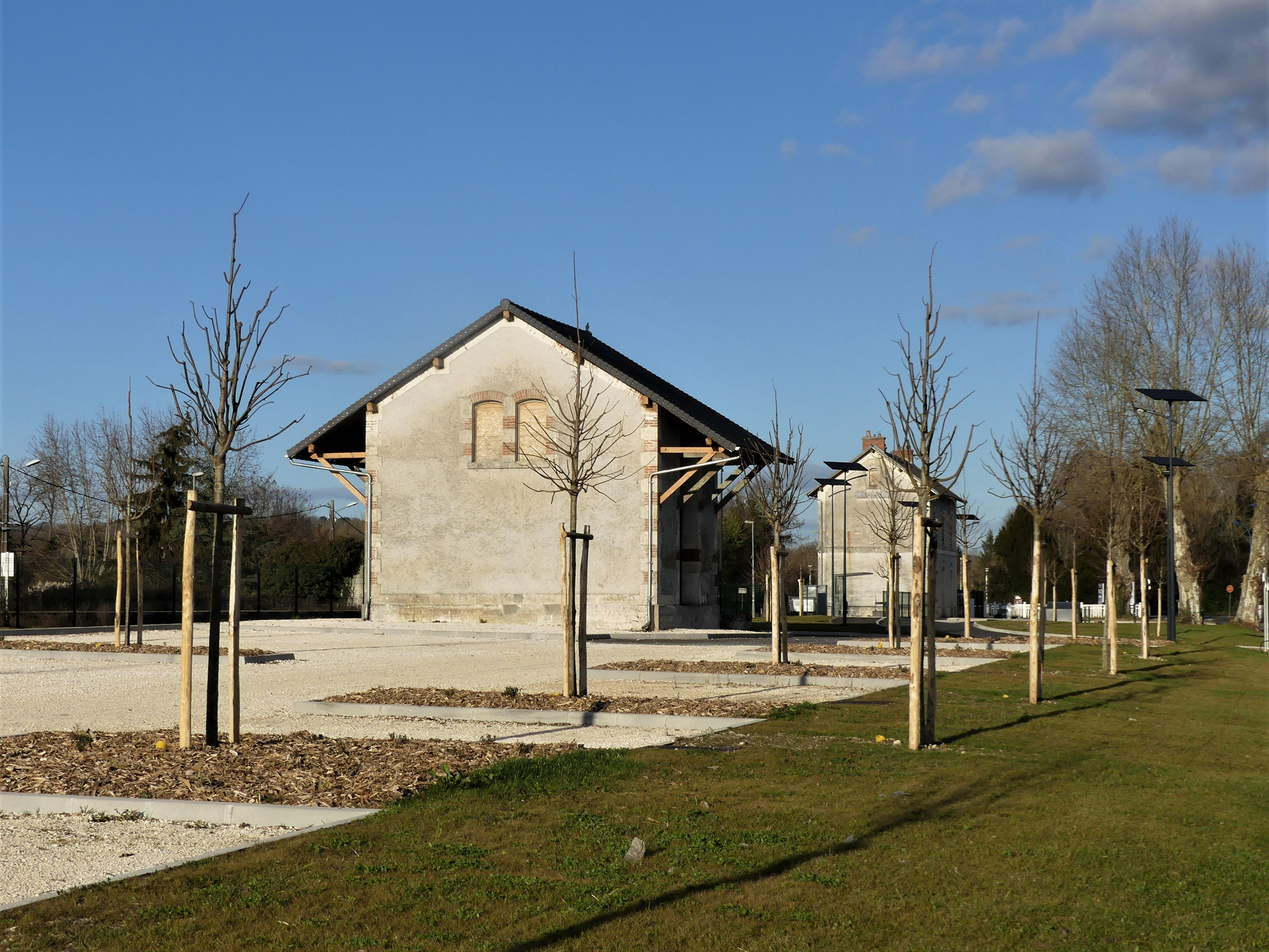
Parkings de la gare.
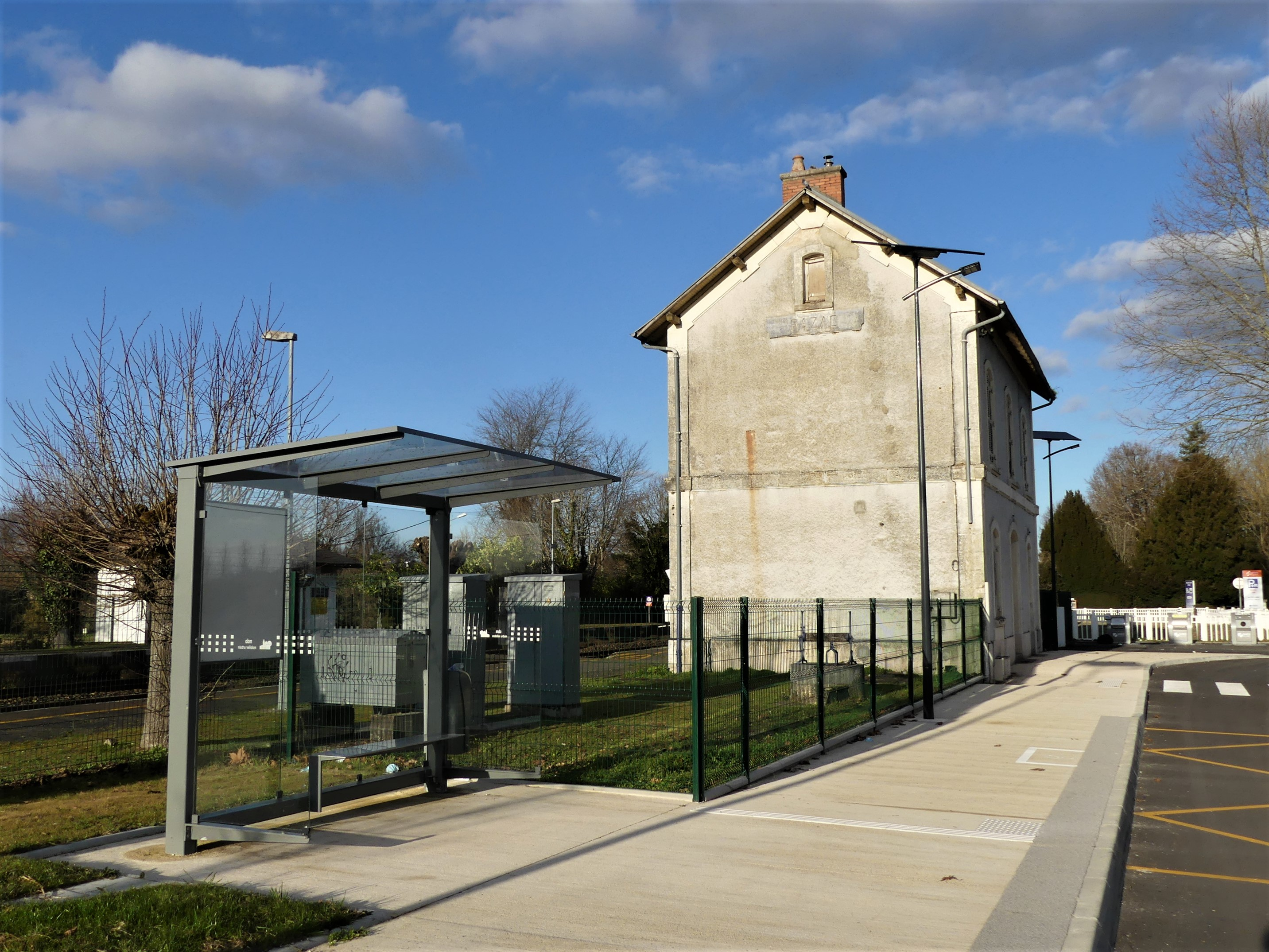
Abribus à côté de la gare.